# Ledová káva

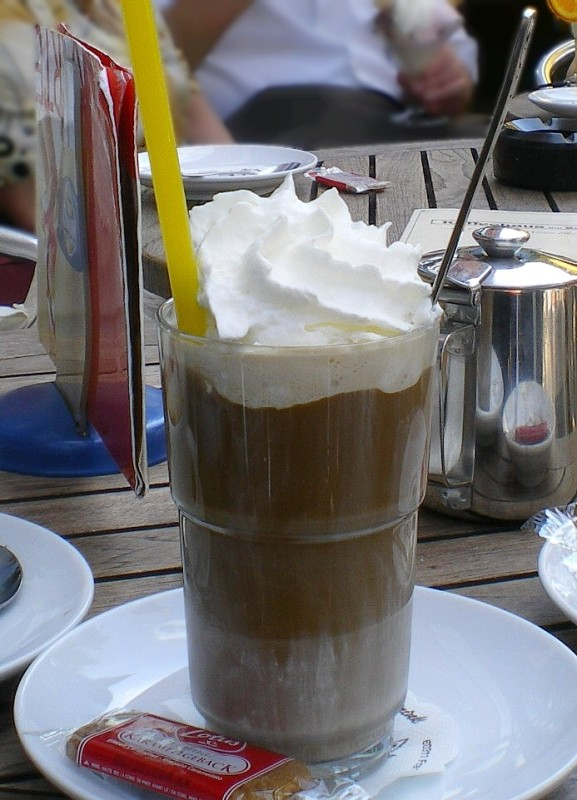
Německý Eiskaffee se šlehačkou

Ledová káva je studenou variantou kávy, která je vyhledávaná převážně přes horké měsíce. Ingredience jsou stejné jako u běžné kávy jen s tím rozdílem, že tato káva neprochází varem. Do této kávy můžeme přidat i kostky ledu či samotnou zmrzlinu (záleží na druhu dané kávy a také na chuti strávníka).